# Deleatidium autumnale
Deleatidium autumnale är en dagsländeart som beskrevs av Phillips 1930. Deleatidium autumnale ingår i släktet Deleatidium och familjen starrdagsländor. Inga underarter finns listade i Catalogue of Life.